# Petra Vidali
Petra Vidali, slovenska kritičarka, publicistka in urednica, *1968, Maribor.
Diplomirala je iz primerjalne književnosti in sociologije kulture na Filozofski fakulteti v Ljubljani.
Leta 1999 se je zaposlila na dnevniku Večer, od leta 2009 je urednica kulturne redakcije.
Piše literarne in gledališke kritike, komentarje in druge novinarske zvrsti. Je avtorica spremnih besed k novejši slovenski prozi in esejističnim besedilom. Zasnovala je zbirko sodobne prevodne proze Babilon pri založbi Litera in jo med letoma 2004 in 2014 urejala. Od leta 2010 do leta 2014 je urejala književno zbirko Nova Znamenja.
Bila je članica žirij za literarne in gledališke nagrade in članica Upravnega odbora Prešernovega sklada. V sezonah  2015/2016 in 2016/2017 je bila selektorica Festivala Borštnikovo srečanje. 

## Nagrade
- Stritarjeva nagrada (1999)
- Glazerjeva listina (2004)
- Priznanje Vladimirja Kralja (2022)